# Psallopsis
Psallopsis is een geslacht van wantsen uit de familie van de Miridae (Blindwantsen). Het geslacht werd voor het eerst wetenschappelijk beschreven door Odo Reuter in 1901.

## Soorten
Het genus bevat de volgende soorten:

- Psallopsis basalis Reuter, 1904
- Psallopsis bisulcis Linnavuori, 1961
- Psallopsis caspia Konstantinov, 1997
- Psallopsis femoralis Reuter, 1901
- Psallopsis halostachydis V.G. Putshkov, 1976
- Psallopsis haloxyli V.G. Putshkov, 1976
- Psallopsis kalidiicola Konstantinov, 1997
- Psallopsis kirgisica (Becker, 1864)
- Psallopsis longicornis (Jakovlev, 1902)
- Psallopsis minimus (Wagner, 1967)
- Psallopsis nefzaouae Carapezza, 1997
- Psallopsis neglecta Konstantinov, 1997
- Psallopsis rufifemur Wagner, 1958
- Psallopsis similis Wagner, 1958
- Psallopsis truncata Carapezza, 1997